# Ariadna Cabrol
Ariadna Cabrol (Matadepera, Vallès Occidental, 23 d'agost de 1982) és una actriu de cinema, teatre, i televisió catalana, encara que també ha fet de model.
Va estudiar art dramàtic a l'escola de Nancy Tuñón; també a l'escola Memory, amb Txiki Berraondo, i amb Esteve Rovira, així com un curs a la Universitat d'Art de Mink (Belarús) i a la Lispa (London International School of Performing Arts) de Londres.
L'any 2000 es va estrenar amb el curtmetratge Joc al càntir, inspirat en un guió de Joan Brossa. Quatre anys més tard es va donar a conèixer amb la pel·lícula Joves i posteriorment amb la sèrie de televisió El cor de la ciutat (2007-2008) i amb la producció Eloïse (2009).

## Filmografia

### Cinema[3]
- Foc al càntir (2000)
- Joves (2004), de Ramón Termens i Carles Torras
- Perfume: The Story of a Murderer[4] (2006), de Tom Tykwer
- Les pel·lícules del meu pare (2007) - documental, d'Augusto M. Torres
- L'habitació de Fermat (2007), de Luis Piedrahita i Rodrigo Sopeña.
- Eskalofrío (2008), d'Isidro Ortiz
- Zone of the Dead (2009), de Milan Konjevic i Milan Todorovic
- Dos billetes (2009), de Javier Serrano
- Eloïse (2009), de Jesús Garay
- Bellezonismo (2019)[5]

### Televisió[6]
- Los Serrano (1 episodi, 2003)
- Un paso adelante (2 episodis, 2003-2004)
- Estocolm (2004), d'Orestes Lara
- Porca misèria (1 episodi, 2005)
- Matrimonio con hijos (1 episodi, 2006)
- La stella dei re (2007), de Fabio Jephcott
- Adrenalina (2007), de Ricard Figueras i Joseph Richard Johnson Camí
- Cos a la carta (2007), d'Alicia Puig.
- Martini, il valenciano (2008), de Miguel Perelló
- El cor de la ciutat (10 episodis, 2007-2008)
- Conexão (2009), de Leonel Vieira
- Pelotas (1 episodi, 2009)
- Un golpe de suerte (58 episodis, 2009)

### Teatre
- Hay un gallo dentro el piano, de Georges Feydeau
- Blanca Rosa sirena del mar azul
- Sueño de una noche de verano, de William Shakespeare
- Tender Napalm, de Philip Ridley (2017)[7]

### Altres
- Amaurosis, curtmetratge de Jesús Ramos
- Foc al càntir (2000), migmetratge de Joan Brossa dirigit per Frederic Amat
- Videoclip del grup musical Mutis i Jarabe de Palo